# ANGPTL4
L'ANGPTL4 (pour « angiopoïetine like 4 ») est une protéine intervenant dans le métabolisme lipidique. Son gène est ANGPTL4 situé sur le chromosome 19 humain.

## Rôles
Il s'agit d'un inhibiteur de la lipoprotéine lipase, en perturbant la dimérisation de cette dernière. Il diminue également l'activité de la lipase pancréatique.
Après sa synthèse, elle se rassemble en dimère ou en tétramère avant d'être clivé, l'extrémité N-terminale conservant son caractère d'oligomère. 

## En médecine
Certaines mutations du gène entraînent une diminution du taux de triglycérides dans le sang et une augmentation du HDL cholestérol. La plus fréquente, appelée E40K, est présente dans environ 3% de la population occidentale, avec un risque moindre de survenue d'une maladie cardio-vasculaire,.